# Kohlsäters AB
Kohlsäters AB var ett svenskt företag grundat 1894 som bedrev pappersfabrik, träsliperi, sågverk och jordbruk i Gillberga och Långseruds socknar.
Man hade i början av 1930-talet 285 anställda varav 165 industriarbetare. Företaget har sin grund i Kolsäters järnbruk som anlades 1694.